# Ertis-Qarağandı-kanaal
Het Ertis-Qarağandı-kanaal (Kazachs: Ертіс-Қарағанды каналы) is een irrigatiekanaal in Kazachstan die de industriële regio's en landbouwgebieden rond de steppestad Qarağandı van water voorziet vanuit de rivier de Irtysj (Kazachs: Ертіс, Ertis). De stad Qarağandı is tevens de belangrijkste watergebruiker.
Het kanaal is 458 kilometer lang en loopt vanuit het waterrijke stroomdal van de Irtysj ten zuiden van Aqsū (Ақсу) naar het droge Qarağandı, waarbij het een hoogteverschil van 418 meter overbrugt, waarvoor 22 pompstations worden gebruikt. Het kanaal is daardoor ook niet bevaarbaar, maar dient alleen als een soort grote waterleiding voor het gebied. Ook bevinden zich er 14 reservoirs, 34 tussenkanalen en 39 kunstwerken (pompstations, overstortplaatsen, bruggen etc.).
Het kanaal is 30 tot 50 meter breed en tot 7 meter diep. Het debiet varieert van 76 m³/s bij het begin tot 13 m³/s aan het einde van het kanaal.

## Aanleg
De aanleg van het kanaal begon in 1962 en in 1968 werd het kanaal voor het eerst in gebruik genomen. In 1974 was het kanaal voltooid. In 2002 werd begonnen met een verlenging van het kanaal naar de river de Esil (Есил) en vandaar verder naar het Vyaçeslavskoe reservoir, voor de watervoorziening van de hoofdstad Nur-Sultan. Tussen 1968 en 2002 werd 17,05 miljard m³ water vervoerd naar gebruikers.
In de toekomst zal het kanaal ook worden verlengd voor de watervoorziening van een aantal agrarische regio's.